# Magic Mike : Dernière Danse
Pour les articles homonymes, voir Dernière Danse.
Série
Magic Mike XXL
(2015)
Pour plus de détails, voir Fiche technique et Distribution.
Magic Mike : Dernière Danse (Magic Mike's Last Dance) est un film américain réalisé par Steven Soderbergh et sorti en 2023. Il fait suite à Magic Mike et Magic Mike XXL, des films se déroulant dans le milieu du striptease masculin et inspirés de l’expérience personnelle de Channing Tatum qui tient le rôle-titre.

## Synopsis
Après la pandémie de Covid-19, Mike Lane, surnommé « Magic Mike », a dû fermer son entreprise de meubles. Il travaille désormais comme barman en Floride. Il y rencontre une riche femme, Maxandra "Max" Mendoza, qui découvre son passé de stripteaseur. Elle lui demande avec insistance une danse. D'abord réticent, Mike finit par accepter en échange de 6 000 $. Le lendemain, alors que Mike refuse finalement la somme, Max le pousse à venir avec elle à Londres pour un travail mystérieux.
Mike accepte, sans en savoir plus, de rester pendant un mois. Sur place, Max lui explique qu'elle veut qu'il dirige la troupe de son théâtre The Rattigan, qui appartenait à son ex-mari Roger, dont elle vient de divorcer. Alors que le théâtre jouait la pièce classique Isabel Ascendant, Max veut chambouler la programmation pour un spectacle exaltant créé par Mike.

## Fiche technique
Sauf indication contraire, les informations mentionnées dans cette section peuvent être confirmées par la base de données cinématographiques IMDb,  présente dans la section « Liens externes ».
- Titre original : Magic Mike's Last Dance
- Titre français : Magic Mike : Dernière Danse
- Réalisation : Steven Soderbergh
- Scénario : Reid Carolin
- Direction artistique : Kira Kemble et Sam Stokes
- Décors : Pat Campbell
- Costumes : Christopher Peterson
- Chorégraphie : Luke Broadlick
- Photographie : Steven Soderbergh (crédité sous le nom de Peter Andrews[1])
- Montage : Steven Soderbergh (crédité Mary Ann Bernard[1])
- Production : Reid Carolin, Gregory Jacobs, Peter Kiernan et Nick Wechsler
- Sociétés de production : Iron Horse Entertainment
- Société de distribution : Warner Bros.
- Budget : 45 millions de dollars
- Pays de production :  États-Unis
- Langue originale : anglais
- Format : couleur
- Genre : comédie dramatique
- Durée : 112 minutes
- Dates de sortie[2] :
  - États-Unis : 10 février 2023
  - France : 14 juin 2023 (DVD et vidéo à la demande)
- Classification :
  - États-Unis : R (interdit aux moins de 17 ans non accompagnées d'un adulte)

## Distribution
- Channing Tatum (VF : Axel Kiener)  : Michael « Magic Mike » Lane
- Salma Hayek Pinault (VF : Ethel Houbiers) : Maxandra « Max » Mendoza
- Caitlin Gerard (VF : Virginie Caliari) : Kim
- Matt Bomer (VF : Yann Guillemot) : Ken (caméo)
- Joe Manganiello : « Big » Dick Ritchie (caméo)
- Ayub Khan Din (en) (VF : Bernard Métraux) : Victor
- Ethan Lawrence : Woody, le régisseur
- Gavin Spokes : Matthew, le metteur en scène
- Juliette Motamed (VF : Audrey Sourdive) : Hannah
- Alan Cox : Roger Rattigan, l'ex-mari de Maxandra
- Adam Rodríguez : Tito (caméo)
- Kevin Nash : Ernest « Tarzan » (caméo)
- Suzanne Bertish : Renata
- Marcus Brigstocke (en) (VF : Pascal Aubert) : Bill
- Henrietta Clemett : Alice
- Christopher Villiers : Robert
- Nancy Carroll (en) : Phoebe
- Vicki Pepperdine : Edna Eaglebauer
- Christopher Bencomo : le mari de Kim
- Alex Pettyfer : Adam « The Kid » (caméo du premier film)
- Harj Dhillon (VF : Françoua Garrigues) : Harj
- Jemelia George (VF : Jaynélia Coadou) : Zadie Rattigan, la fille adoptive de Maxandra Mendoza
- Daniel Llaca (VF : Kévin Goffette) : le planificateur d'évènements
- Anton Engel (VF : Françoua Garrigues) : un danseur
- Kylie Shea (en) : la ballerine
- Sebastian Melo Taveira : le danseur italien repéré par Max

 Source et légende : version française (VF) sur RS Doublage

## Production

### Genèse et développement

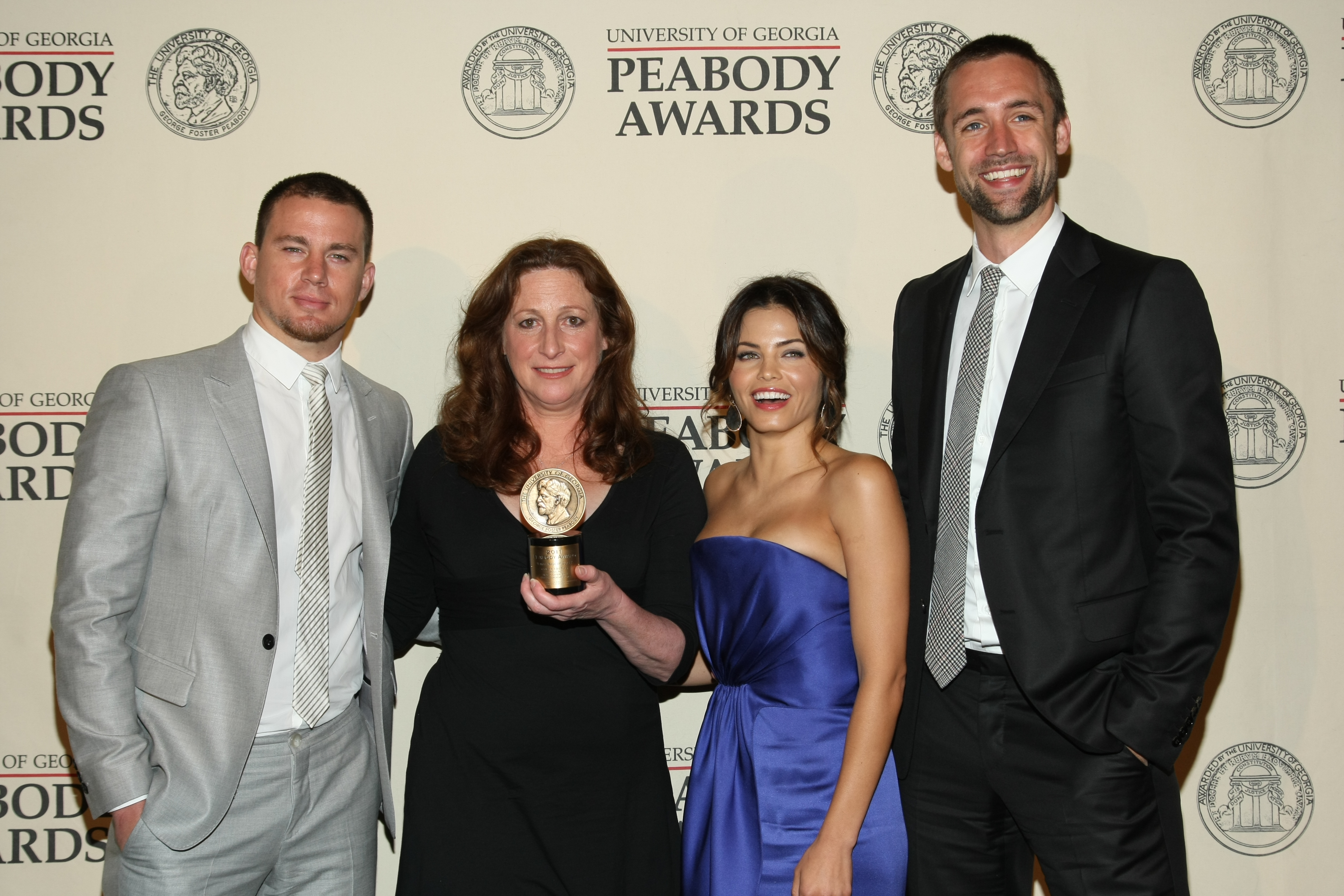
L'acteur Channing Tatum (tout à gauche) et le producteur-scénariste Reid Carolin (tout à droite)

Magic Mike's Last Dance est officiellement annoncé le 29 novembre 2021,. En 2022, Steven Soderbergh, réalisateur du premier film, est annoncé à la réalisation ce 3e volet après avoir cédé sa place à Gregory Jacobs pour le second. =

### Attribution des rôles
L'actrice Thandiwe Newton est initialement annoncée dans un rôle majeur.

### Tournage
Le tournage débute à Londres en mars 2022. Après seulement une dizaine de jours de tournage, Thandiwe Newton quitte finalement le film. Elle sera remplacée par Salma Hayek en avril 2022. Son départ serait lié avec une brouille avec l'acteur principal,.
Le film se présente comme un « Pretty Woman inversé avec beaucoup de danse ».

### Musique
On peut entendre dans le film de nombreux morceaux :
- Anacaoana (Yo Soy La Salsa) de Cheo Feliciano
- Don't Trip Up What Lies Behind You de David Holmes
- Mo Cash! de Vegas Audio Ninjas
- The Journey de Jack Rayner
- Careful de Lucky Daye
- Spoiler de Baloji
- Ferrari de Jack Rayner
- Mercy de Jacob Banks
- Gloria's Step de Bill Evans
- Permission de Ro James
- Steal Away de Robbie Dupree
- With Freedoms on My Mind de David Holmes
- Suavemente d'Elvis Crespo
- All About You de Stevie Brock
- It's Over If We Run Out of Love de David Holmes feat. Raven Violet
- Gaslighter in Chief de David Holmes
- Unicorn Arriving de Jack Rayner
- Are You That Somebody? (en) par le London Metropolitan Orchestra
- Magic Microphone de Jack Rayner
- Magic Stingers de Jack Rayner
- Bubble Break de Jack Rayner
- Darkest Light de Lafayette Afro Rock Band
- Sail d'Awolnation
- MML Men de Jack Rayner
- Be Faithful de Fatman Scoop feat. Crooklyn Clan
- Champagne Life de Ne-Yo
- Trickster Prince de Jack Rayner
- Boys Better de The Dandy Warhols
- Get Up (I Feel Like Being a) Sex Machine (MMLD Remix) de James Brown & The Original J.B.s
- Simon de Jack Rayner
- The Only One de Jack Rayner
- Juice de Young Franco (en) feat. Pell
- Confrontation de Jack Rayner
- Open Up de Gallant
- Love in This Club d'Usher feat. Young Jeezy
- Pony de Ginuwine
- Higher Love de Kygo feat Whitney Houston

## Sortie et accueil

### Date de sortie
Lorsque le projet est annoncée, en novembre 2021, il est révélé que le film ne sortira pas au cinéma mais en vidéo à la demande sur la plateforme HBO Max. En septembre 2022, il est finalement révélé que le film sortira dès le 10 février 2023 dans les salles américaines. Un première photographie du film montrant Channing Tatum et Salma Hayek est dévoilée en octobre 2022.
En France, une sortie en salles était envisagée. Cependant, en février 2023, Warner Bros. France annonce une sortie en DVD et vidéo à la demande le 14 juin 2023.

### Critique
Le film reçoit des critiques mitigées. Sur l’agrégateur de critiques Rotten Tomatoes, il obtient 50% d'avis favorables pour 204 critiques et une note moyenne de 5,5⁄10. Le consensus suivant résume les critiques compilées par le site : « Magic Mike's Last Dance est suffisamment libre et souple pour divertir, même s'il est difficile d'échapper au sentiment que cette franchise a perdu une étape ou deux en cours de route ». Sur Metacritic, il obtient une note moyenne de 52⁄100 pour 54 critiques.
Dans La Presse à Montréal, Marc-André Lussier écrit que le film est un « pétard mouillé », et que « Soderbergh a emprunté une approche étonnamment chaste » avec la mise en scène.
Eli Glasner de CBC.ca déplore la faiblesse de la romance mais loue la performance de son interprète principal : « Si la caresse érotique était un art, Channing Tatum serait Picasso ».

### Box-office
Magic Mike's Last Dance réalise 4,1 millions de dollars le premier jour de son exploitation et un total de 8,2 millions de dollars lors de son week-end d'ouverture pour 1 496 salles, le plaçant en tête du box-office. Le film est par la suite distribué dans 3 034 salles dès la semaine suivante, rapportant 5,3 millions de dollars supplémentaires.
| Pays ou région    | Box-office   | Date d'arrêt du box-office | Nombre de semaines |
| ----------------- | ------------ | -------------------------- | ------------------ |
| États-Unis Canada | 26 005 156 $ | 27 mars 2023               | 6                  |
| Total mondial     | 57 054 156 $ | n/a                        | n/a                |

## Suites
En juillet 2022, Steven Soderbergh révèle que d'autres films sont en développement mais centrées sur d'autres personnages que Mike.